# Greatest Hits: My Prerogative
Greatest Hits: My Prerogative je první výběrová kolekce americké popové zpěvačky Britney Spears, která vyšla 9. listopadu 2004.
Zpěvačka na tomto výběru rekapituluje svoji dosavadní kariéru a přidává tři nové singly.

## Seznam písní
1. „My Prerogative“ – 3:33
2. „Toxic“ – 3:19
3. „I'm a Slave 4 U“ – 3:25
4. „Oops!… I Did It Again“ – 3:33
5. „Me Against the Music“ (feat. Madonna) – 3:45
6. „Stronger“ – 3:23
7. „Everytime“ – 3:51
8. „…Baby One More Time“ – 3:32
9. „(You Drive Me) Crazy“ – 3:18
10. „Boys“ – 3:47
11. „Sometimes“ – 4:05
12. „Overprotected“ – 3:20
13. „Lucky“ – 3:25
14. „Outrageous“ – 3:21
15. „Don't Let Me Be the Last to Know“ – 3:50
16. „Born to Make You Happy“ – 4:04
17. „I Love Rock 'N Roll“ – 3:08
18. „I'm Not a Girl, Not Yet a Woman“ – 3:51
19. „I've Just Begun (Having My Fun)“ – 3:23
20. „Do Somethin'“ – 3:22

## Umístění ve světě
| Hitparáda      | Umístění |
| -------------- | -------- |
| Brazílie       | 1        |
| Evropa         | 1        |
| Francie        | 1        |
| Japonsko       | 1        |
| Irsko          | 1        |
| Austrálie      | 2        |
| Finsko         | 2        |
| Velká Británie | 2        |
| Kanada         | 3        |
| Světová        | 3        |
| Rakousko       | 4        |
| Německo        | 4        |
| Norsko         | 4        |
| USA            | 4        |
| Belgie         | 5        |
| Švýcarsko      | 6        |
| Nizozemsko     | 7        |
| Švédsko        | 14       |
| Nový Zéland    | 17       |

| Prodejnost | Počet     |
| ---------- | --------- |
| Celkem     | 8,000,000 |